# Arnold Layne
Arnold Layne är en sång av Pink Floyd, skriven av gruppens dåvarande sångare Syd Barrett. Låten gavs ut som gruppens debutsingel i mars 1967 och kom att nå plats 20 på brittiska singellistan. Den ingick aldrig på något av gruppens studioalbum, men 1971 togs den med på samlingsalbumet Relics och 2001 på samlingen Echoes: The Best of Pink Floyd.
Låten handlar om en man vars hobby är att stjäla kvinnounderkläder från tvättlinor och sedan själv bära dem. Barrett ska ha inspirerats av en verklig person då han skrev låten. Singelns b-sida "Candy and a Currant Bun" var likaså skriven av Syd Barrett.
Pink Floyd framförde låten vid en hyllningskonsert till Syd Barrett 2007, vilket också kom att bli gruppens sista liveframträdande.